# ازیو لویک

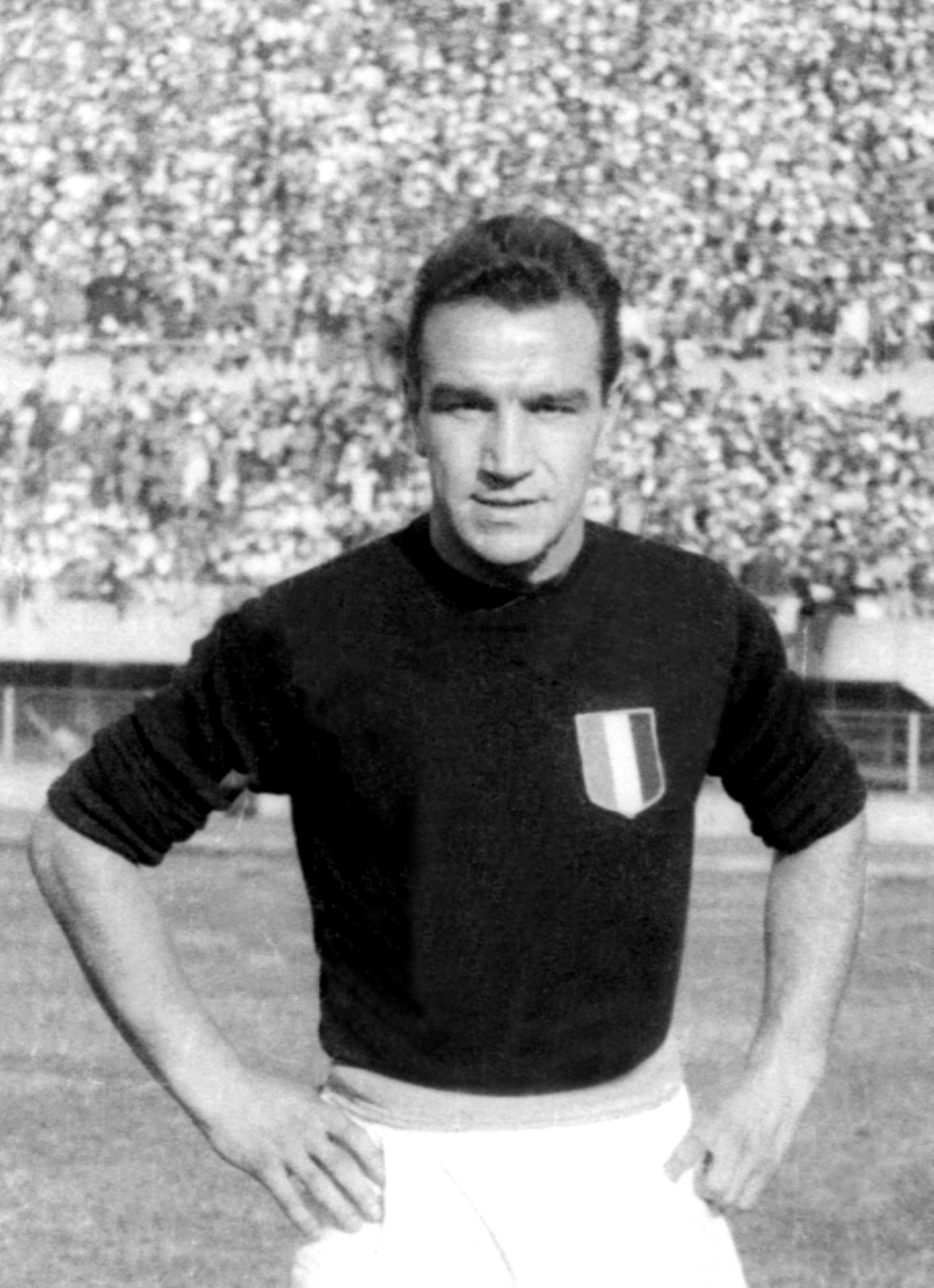
ازیو لویک

ازیو لویک (به ایتالیایی: Ezio Loik) بازیکن فوتبال و اهل ایتالیا است که از سال ۱۹۴۲ میلادی عضو تیم ملی فوتبال ایتالیا بوده و در ۹ بازی ملی حضور داشته‌است. او در بازی‌های ملی‌اش ۴ گل به ثمر رساند.
ازیو لویک آخرین بازی ملی خود را در سال ۱۹۴۹ میلادی انجام داد.